# 卓琳
卓琳（1916年4月6日—2009年7月29日），原名浦琼英，雲南省宣威人，中华人民共和国和中國共產黨前领导人邓小平的第三任妻子，为中国共产党党员。

## 生平
原名浦瓊英，1916年4月生於雲南省宣威縣（离宣威县城仅2公里之遥的浦家山村）一個工商業家庭；父親浦在廷經營生產宣威火腿，是當時雲南著名「火腿大王」，曾追隨孫中山參加北伐軍，1926年因生意上緣故全家搬到昆明:356。
在昆明，浦瓊英上小學，考入省立昆華女子中學；1931年9月北平舉辦全國運動會，浦瓊英被選為雲南省代表隊少年組60米短跑代表，到香港時九一八事變，全國運動會停辦:356。浦瓊英決定隻身往北平求學，到北平一個補習班學習，次年考入北平第一女子中學:356-357。1932年，先入读春明女子中学补习，后考入北平第一女子中学。同窗中有著名电影演员张瑞芳、陈云夫人于若木、胡乔木夫人谷雨等。1935年參加北平「一二九」學生運動，1936年中學畢業，考入北京大學物理系，成為學校抗日民族解放先鋒隊外圍組織成員:357。
1937年11月，和三姐浦石英到延安，考入陝北公學（中国人民大学前身），數月後畢業分配到陝北公學圖書館，1938年初加入中國共產黨；數月後選送到陝甘寧邊區政府保安處特別訓練班學習，改名卓琳:357。1938年2月任陕北公学政治辅导员。1938年，因工作需要化名卓琳。
1939年8月，经人介绍认识邓小平，当月就结婚。與鄧第一次見面，鄧同卓琳談自己革命經歷和前兩次婚姻；第二次見面時，鄧誠懇說：「我有意要和你結婚。在前方戰鬥很辛苦。我年紀是大了些，又不大會說話。年紀大，這是我的缺點，但我希望能從別的方面彌補。」:357卓琳「覺得這個人還可以。他有點知識，是知識分子。……他親自來找我了，說話又是那麼真誠，我就同意了。」:357-3581939年8月下旬結婚:358。邓小平大卓琳12岁，成为邓小平的第三任妻子，两人同属龙。
1943年9月任中共中央北方局秘书处新闻材料室组长，1950年3月任中共中央西南局人民小学校长，1952年任中共中央秘书处机要秘书。“文化大革命”中，邓小平受到批判和斗争，她也受到牵连，1969年10月随邓小平到江西，在新建县拖拉机修造厂劳动。1973年任国务院办公厅机要秘书。1978年1月任中央军委办公厅顾问。
2008年汶川大地震后，把自己的全部财产十万元悉数捐给了灾区人民，因此被评选为2009年感动中国十大人物。
2009年7月29日中午12時30分，在北京米糧庫胡同鄧宅逝世，享年93岁，依其遺願比照丈夫鄧小平一樣將骨灰撒入海中以及捐出角膜。

## 书籍
《永远的小平：卓琳等人访谈录》2004四川人民出版社

## 家族

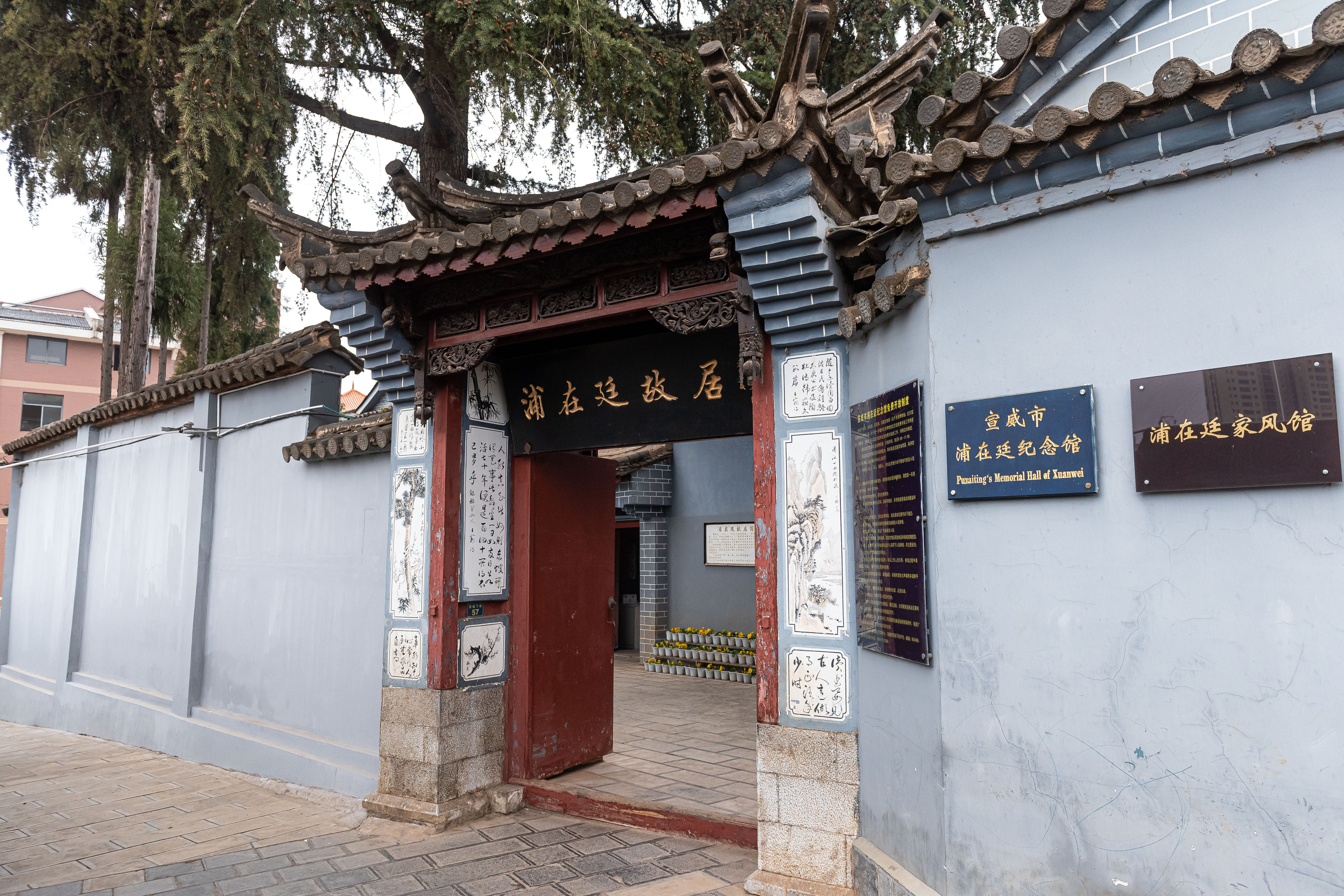
宣威浦在廷故居1998年被定为云南省第五批省级文物保护单位

父亲浦钟杰（字在廷，1873年－1950年）曾是宣威赫赫有名的民族资本家，经营闻名遐迩的宣威火腿且率先生产火腿罐头，并追随孙中山参加北伐，担任过滇军军需总局及烟酒公卖局局长。
大姐浦承静嫁给宣威籍军人后随夫到徐州，二姐浦菊英早夭，三姐浦代英（1911年－2001年）曾任中国科学院昆明植物研究所副所长，四姐浦石英（1913年－1970年，又名雷迅）曾在甘肃省检察院工作。

## 子女
- 邓林，1941年9月12日出生。丈夫吳建常，1939年6月出生，於1964年畢業於衡陽礦冶工程學院（現南華大學）有色冶金專業。兒子卓泝。
- 邓朴方，1944年4月16日出生。邓朴方的妻子高苏宁是一位骨科医生，因邓朴方高位截瘫，二人婚后没有子嗣。[4]
- 邓楠，1945年10月15日出生。丈夫張宏。女兒鄧卓芮（卓苒），1972年11月14日在江西出生，小名眠眠。
- 邓榕（小名毛毛），1950年1月25日出生。鄧榕丈夫贺平1946年4月出生，湖北人。女兒卓玥。
- 邓质方，1952年8月26日出生。妻子刘小元获罗彻斯特大学生物物理学博士学位。兒子鄧卓棣，1985年10月17日出生。